# Why Do I Dream Those Dreams?
Pour plus de détails, voir Fiche technique et Distribution.
Why Do I Dream Those Dreams? est un film américain d'animation réalisé par Friz Freleng, sorti en 1934.
Produit par Leon Schlesinger et distribué par Warner Bros., ce cartoon fait partie de la série Merrie Melodies.

## Fiche technique
- Réalisation : Friz Freleng
- Production : Leon Schlesinger Studios
- Musique originale : Frank Marsales
- Montage : Treg Brown
- Format : 35 mm, ratio 1.37 :1, noir et blanc, mono
- Durée : 7 minutes
- Pays :  États-Unis
- Langue : anglais
- Genre : animation
- Distribution : 
  - 1934 : Warner Bros. Pictures cinéma
- Date de sortie : 
  - États-Unis : 30 juin 1934